# إيوطيرات
الإيوطيرات (الاسم العلمي:†Eothyrididae) هي فصيلة منقرضة من الحيوانات تتبع رتبة البليكوصوريات.